# Brachyplatystoma platynemum
Brachyplatystoma platynemum és una espècie de peix de la família dels pimelòdids i de l'ordre dels siluriformes.

## Morfologia
- Els mascles poden assolir 100 cm de longitud total.[3][4]

## Hàbitat
És un peix d'aigua dolça i de clima tropical.

## Distribució geogràfica
Es troba a Sud-amèrica: conques dels rius Amazones i Orinoco.